# Seria GP2 – Yas Marina 2013
Runda GP2 na torze Yas Marina Circuit – jedenasta runda mistrzostw serii GP2 w sezonie 2013.

## Wyniki

### Sesja treningowa
| Nr | Kierowca     | Konstruktor        | Czas     | Okr. |
| -- | ------------ | ------------------ | -------- | ---- |
| 8  | Fabio Leimer | Racing Engineering | 1:51,766 | 10   |

### Kwalifikacje
Źródło: Autosport
| Poz. | Nr | Kierowca            | Konstruktor          | Czas     | Poz. s. |
| ---- | -- | ------------------- | -------------------- | -------- | ------- |
| 1    | 15 | Alexander Rossi     | Caterham Racing      | 1:48,931 | 1       |
| 2    | 11 | Sam Bird            | Russian Time         | 1:49,241 | 2       |
| 3    | 10 | Jolyon Palmer       | Carlin               | 1:49,376 | 3       |
| 4    | 8  | Fabio Leimer        | Racing Engineering   | 1:49,485 | 4       |
| 5    | 12 | Tom Dillmann        | Russian Time         | 1:49,672 | 5       |
| 6    | 5  | Johnny Cecotto Jr.  | Arden International  | 1:49,680 | 6       |
| 7    | 23 | Jon Lancaster       | Hilmer Motorsport    | 1:49,827 | 7       |
| 8    | 9  | Felipe Nasr         | Carlin               | 1:49,829 | 8       |
| 9    | 2  | Stéphane Richelmi   | DAMS                 | 1:49,835 | 9       |
| 10   | 26 | Dani Clos           | MP Motorsport        | 1:49,846 | 10      |
| 11   | 6  | Mitch Evans         | Arden International  | 1:49,864 | 11      |
| 12   | 1  | Marcus Ericsson     | DAMS                 | 1:49,910 | 12      |
| 13   | 14 | Sergio Canamasas    | Caterham Racing      | 1:49,951 | 13      |
| 14   | 3  | James Calado        | ART Grand Prix       | 1:50,002 | 19      |
| 15   | 17 | Rio Haryanto        | Barwa Addax          | 1:50,334 | 14      |
| 16   | 20 | Nathanaël Berthon   | Trident Racing       | 1:50,446 | 15      |
| 17   | 22 | Adrian Quaife-Hobbs | Hilmer Motorsport    | 1:50,510 | 16      |
| 18   | 18 | Stefano Coletti     | Rapax                | 1:50,534 | 17      |
| 19   | 7  | Julián Leal         | Racing Engineering   | 1:50,553 | 18      |
| 20   | 19 | Simon Trummer       | Rapax                | 1:50,634 | 20      |
| 21   | 16 | Jake Rosenzweig     | Barwa Addax          | 1:50,809 | 21      |
| 22   | 24 | René Binder         | Venezuela GP Lazarus | 1:50,884 | 22      |
| 23   | 27 | Daniël de Jong      | MP Motorsport        | 1:50,906 | 23      |
| 24   | 4  | Daniel Abt          | ART Grand Prix       | 1:50,907 | 25      |
| 25   | 25 | Vittorio Ghirelli   | Venezuela GP Lazarus | 1:51,493 | 24      |
| 26   | 21 | Gianmarco Raimondo  | Trident Racing       | 1:52,311 | 26      |
| Poz. | Nr | Kierowca            | Konstruktor          | Czas     | Poz. s. |

### Główny wyścig

#### Wyścig
Źródło: Autosport
| P                 | + / –     | Nr | Kierowca            | Konstruktor          | Okr. | Czas / Strata | Komentarz    |
| ----------------- | --------- | -- | ------------------- | -------------------- | ---- | ------------- | ------------ |
| 1                 | Bez zmian | 15 | Alexander Rossi     | Caterham Racing      | 29   | 1:00:16,414   |              |
| 2                 | 1         | 10 | Jolyon Palmer       | Carlin               | 29   | +0:02,095     |              |
| 3                 | 9         | 1  | Marcus Ericsson     | DAMS                 | 29   | +0:03,075     |              |
| 4                 | Bez zmian | 8  | Fabio Leimer        | Racing Engineering   | 29   | +0:04,687     |              |
| 5                 | 5         | 26 | Dani Clos           | MP Motorsport        | 29   | +0:05,218     |              |
| 6                 | 13        | 3  | James Calado        | ART Grand Prix       | 29   | +0:06,370     |              |
| 7                 | 1         | 9  | Felipe Nasr         | Carlin               | 29   | +0:08,873     |              |
| 8                 | 2         | 5  | Johnny Cecotto Jr.  | Arden International  | 29   | +0:12,142     |              |
| 9                 | 16        | 4  | Daniel Abt          | ART Grand Prix       | 29   | +0:13,102     |              |
| 10                | 8         | 11 | Sam Bird            | Russian Time         | 29   | +0:13,568     |              |
| 11                | 5         | 22 | Adrian Quaife-Hobbs | Hilmer Motorsport    | 29   | +0:14,852     |              |
| 12                | 1         | 14 | Sergio Canamasas    | Caterham Racing      | 29   | +0:15,896     |              |
| 13                | 7         | 19 | Simon Trummer       | Rapax                | 29   | +0:15,919     |              |
| 14                | Bez zmian | 17 | Rio Haryanto        | Barwa Addax          | 29   | +0:19,021     |              |
| 15                | 7         | 24 | René Binder         | Venezuela GP Lazarus | 29   | +0:19,229     |              |
| 16                | 2         | 7  | Julián Leal         | Racing Engineering   | 29   | +0:21,039     |              |
| 17                | 9         | 21 | Gianmarco Raimondo  | Trident Racing       | 29   | +0:23,308     |              |
| 18                | 3         | 20 | Nathanaël Berthon   | Trident Racing       | 28   | +1 okr.       | nie ukończył |
| 19                | 4         | 27 | Daniël de Jong      | MP Motorsport        | 28   | +1 okr.       | nie ukończył |
| 20                | 3         | 18 | Stefano Coletti     | Rapax                | 28   | +1 okr.       | nie ukończył |
| 21                | Bez zmian | 16 | Jake Rosenzweig     | Barwa Addax          | 26   | +3 okr.       | nie ukończył |
| Niesklasyfikowani |           |    |                     |                      |      |               |              |
|                   |           | 6  | Mitch Evans         | Arden International  | 22   |               | [ 5 ]        |
|                   |           | 25 | Vittorio Ghirelli   | Venezuela GP Lazarus | 9    |               |              |
|                   |           | 2  | Stéphane Richelmi   | DAMS                 | 1    |               |              |
|                   |           | 12 | Tom Dillmann        | Russian Time         | 0    |               |              |
|                   |           | 23 | Jon Lancaster       | Hilmer Motorsport    | 0    |               | [ 5 ]        |
| P                 | + / –     | Nr | Kierowca            | Konstruktor          | Okr. | Czas / Strata | Komentarz    |

#### Najszybsze okrążenie
| Nr | Kierowca      | Konstruktor | Czas     | Okr. |
| -- | ------------- | ----------- | -------- | ---- |
| 10 | Jolyon Palmer | Carlin      | 1:52,873 | 22   |

#### Prowadzenie w wyścigu
| Nr                              | Kierowca        | Okrążenia | Suma |
| ------------------------------- | --------------- | --------- | ---- |
| 10                              | Jolyon Palmer   | 1-19      | 18   |
| 15                              | Alexander Rossi | 1, 21-29  | 9    |
| 1                               | Marcus Ericsson | 19-20     | 1    |
| 4                               | Daniel Abt      | 20-21     | 1    |
| \| Wykres \| \| ------ \| \| \| |                 |           |      |
| Wykres                          |                 |           |      |
|                                 |                 |           |      |

### Sprint

#### Wyścig
Źródło: Wyprzedź Mnie!
| P                                                     | + / –     | Nr | Kierowca            | Konstruktor          | Okr. | Czas / Strata | Komentarz |
| ----------------------------------------------------- | --------- | -- | ------------------- | -------------------- | ---- | ------------- | --------- |
| 1                                                     | 2         | 3  | James Calado        | ART Grand Prix       | 22   | 44:04,124     |           |
| 2                                                     | 2         | 26 | Dani Clos           | MP Motorsport        | 22   | +0:00,787     |           |
| 3                                                     | 2         | 8  | Fabio Leimer        | Racing Engineering   | 22   | +0:04,965     |           |
| 4                                                     | 6         | 11 | Sam Bird            | Russian Time         | 22   | +0:09,440     |           |
| 5                                                     | 4         | 4  | Daniel Abt          | ART Grand Prix       | 22   | +0:09,957     |           |
| 6                                                     | Bez zmian | 1  | Marcus Ericsson     | DAMS                 | 22   | +0:11,981     |           |
| 7                                                     | 6         | 19 | Simon Trummer       | Rapax                | 22   | +0:13,188     |           |
| 8                                                     | 4         | 14 | Sergio Canamasas    | Caterham Racing      | 22   | +0:16,432     |           |
| 9                                                     | 11        | 18 | Stefano Coletti     | Rapax                | 22   | +0:18,117     |           |
| 10                                                    | 6         | 7  | Julián Leal         | Racing Engineering   | 22   | +0:18,487     |           |
| 11                                                    | 10        | 16 | Jake Rosenzweig     | Barwa Addax          | 22   | +0:24,753     |           |
| 12                                                    | 2         | 17 | Rio Haryanto        | Barwa Addax          | 22   | +0:33,689     |           |
| 13                                                    | 5         | 20 | Nathanaël Berthon   | Trident Racing       | 22   | +0:34,153     |           |
| 14                                                    | 10        | 6  | Mitch Evans         | Arden International  | 22   | +0:34,485     |           |
| 15                                                    | 2         | 21 | Gianmarco Raimondo  | Trident Racing       | 22   | +0:36,123     |           |
| 16                                                    | 1         | 24 | René Binder         | Venezuela GP Lazarus | 22   | +0:36,884     |           |
| 17                                                    | 2         | 27 | Daniël de Jong      | MP Motorsport        | 22   | +0:37,471     |           |
| 18                                                    | 16        | 9  | Felipe Nasr         | Carlin               | 22   | +0:40,271     | [ b ]     |
| 19                                                    | 3         | 25 | Vittorio Ghirelli   | Venezuela GP Lazarus | 22   | +0:41,869     |           |
| 20                                                    | 3         | 2  | Stéphane Richelmi   | DAMS                 | 22   | +1:19,122     |           |
| Niesklasyfikowani                                     |           |    |                     |                      |      |               |           |
|                                                       |           | 22 | Adrian Quaife-Hobbs | Hilmer Motorsport    | 19   |               |           |
|                                                       |           | 10 | Jolyon Palmer       | Carlin               | 17   |               |           |
|                                                       |           | 23 | Jon Lancaster       | Hilmer Motorsport    | 9    |               |           |
|                                                       |           | 5  | Johnny Cecotto Jr.  | Arden International  | 0    |               |           |
|                                                       |           | 15 | Alexander Rossi     | Caterham Racing      | 0    |               |           |
| Nie wystartowali / niedopuszczeni do ponownego startu |           |    |                     |                      |      |               |           |
|                                                       |           | 12 | Tom Dillmann        | Russian Time         |      |               |           |
| P                                                     | + / –     | Nr | Kierowca            | Konstruktor          | Okr. | Czas / Strata | Komentarz |

#### Najszybsze okrążenie
| Nr | Kierowca          | Konstruktor | Czas     | Okr. |
| -- | ----------------- | ----------- | -------- | ---- |
| 2  | Stéphane Richelmi | DAMS        | 1:51,817 | 21   |

#### Premia za najszybsze okrążenie w TOP10
| Nr | Kierowca  | Konstruktor   | Czas     | Okr. |
| -- | --------- | ------------- | -------- | ---- |
| 26 | Dani Clos | MP Motorsport | 1:53,360 | 22   |

#### Prowadzenie w wyścigu
| Nr                              | Kierowca           | Okrążenia | Suma |
| ------------------------------- | ------------------ | --------- | ---- |
| 3                               | James Calado       | 1-22      | 22   |
| 5                               | Johnny Cecotto Jr. | 1         | 0    |
| \| Wykres \| \| ------ \| \| \| |                    |           |      |
| Wykres                          |                    |           |      |
|                                 |                    |           |      |

## Lista startowa
| Team                 | Nr | Kierowca            |
| -------------------- | -- | ------------------- |
| DAMS                 | 1  | Marcus Ericsson     |
| DAMS                 | 2  | Stéphane Richelmi   |
| ART Grand Prix       | 3  | James Calado        |
| ART Grand Prix       | 4  | Daniel Abt          |
| Arden International  | 5  | Johnny Cecotto Jr.  |
| Arden International  | 6  | Mitch Evans         |
| Racing Engineering   | 7  | Julián Leal         |
| Racing Engineering   | 8  | Fabio Leimer        |
| Carlin               | 9  | Felipe Nasr         |
| Carlin               | 10 | Jolyon Palmer       |
| Russian Time         | 11 | Sam Bird            |
| Russian Time         | 12 | Tom Dillmann        |
| EQ8 Caterham Racing  | 14 | Sergio Canamasas    |
| EQ8 Caterham Racing  | 15 | Alexander Rossi     |
| Barwa Addax          | 16 | Jake Rosenzweig     |
| Barwa Addax          | 17 | Rio Haryanto        |
| Rapax                | 18 | Stefano Coletti     |
| Rapax                | 19 | Simon Trummer       |
| Trident Racing       | 20 | Nathanaël Berthon   |
| Trident Racing       | 21 | Gianmarco Raimondo  |
| Hilmer Motorsport    | 22 | Adrian Quaife-Hobbs |
| Hilmer Motorsport    | 23 | Jon Lancaster       |
| Venezuela GP Lazarus | 24 | René Binder         |
| Venezuela GP Lazarus | 25 | Vittorio Ghirelli   |
| MP Motorsport        | 26 | Dani Clos           |
| MP Motorsport        | 27 | Daniël de Jong      |

## Klasyfikacja po zakończeniu rundy

### Kierowcy
| P  | +/− | Kierowca            | Starty | Punkty | P1 | P2 | P3 | PP | NO | NS |
| -- | --- | ------------------- | ------ | ------ | -- | -- | -- | -- | -- | -- |
| 1  | 0   | Fabio Leimer        | 22     | 201    | 3  | –  | 4  | 1  | 1  | 1  |
| 2  | 0   | Sam Bird            | 22     | 181    | 5  | 1  | –  | 2  | 3  | 1  |
| 3  | +2  | James Calado        | 22     | 157    | 2  | 3  | 2  | –  | 1  | 2  |
| 4  | −1  | Felipe Nasr         | 22     | 154    | –  | 4  | 2  | –  | –  | 3  |
| 5  | −1  | Stefano Coletti     | 22     | 135    | 3  | 1  | 3  | 1  | 4  | 1  |
| 6  | +1  | Marcus Ericsson     | 22     | 121    | 1  | 3  | 1  | 2  | 3  | 5  |
| 7  | +1  | Jolyon Palmer       | 22     | 119    | 2  | 1  | –  | 1  | 2  | 4  |
| 8  | −2  | Stéphane Richelmi   | 22     | 103    | –  | 1  | –  | 1  | –  | 3  |
| 9  | +2  | Alexander Rossi     | 20     | 92     | 1  | 1  | 2  | 1  | –  | 3  |
| 10 | −1  | Tom Dillmann        | 21     | 92     | –  | –  | 2  | 1  | 2  | 2  |
| 11 | −1  | Jon Lancaster       | 16     | 73     | 2  | –  | 1  | –  | 2  | 2  |
| 12 | 0   | Julián Leal         | 22     | 62     | –  | 1  | 1  | –  | –  | 3  |
| 13 | 0   | Adrian Quaife-Hobbs | 22     | 56     | 1  | 1  | 1  | –  | –  | 3  |
| 14 | 0   | Mitch Evans         | 22     | 56     | –  | 1  | 3  | –  | –  | 3  |
| 15 | 0   | Robin Frijns        | 12     | 47     | 1  | 1  | –  | –  | –  | 4  |
| 16 | 0   | Johnny Cecotto Jr.  | 21     | 41     | –  | –  | –  | 1  | 1  | 4  |
| 17 | 0   | Kevin Ceccon        | 13     | 28     | –  | 1  | –  | –  | –  | 2  |
| 18 | +8  | Dani Clos           | 10     | 25     | –  | 1  | –  | –  | 1  | 1  |
| 19 | −1  | Rio Haryanto        | 22     | 22     | –  | 1  | –  | –  | –  | 1  |
| 20 | −1  | Nathanaël Berthon   | 22     | 21     | 1  | –  | –  | –  | 1  | 6  |
| 21 | −1  | Simon Trummer       | 22     | 20     | –  | –  | –  | –  | –  | 1  |
| 22 | 0   | Daniel Abt          | 22     | 11     | –  | –  | –  | –  | –  | 3  |
| 23 | −2  | René Binder         | 21     | 11     | –  | –  | –  | –  | –  | –  |
| 24 | −1  | Daniël de Jong      | 22     | 3      | –  | –  | –  | –  | –  | 5  |
| 25 | 0   | Sergio Canamasas    | 22     | 3      | –  | –  | –  | –  | –  | 5  |
| 26 | −2  | Conor Daly          | 2      | 2      | –  | –  | –  | –  | –  | –  |
| 27 | 0   | Vittorio Ghirelli   | 10     | 1      | –  | –  | –  | –  | –  | –  |
| 28 | 0   | Jake Rosenzweig     | 22     | 0      | –  | –  | –  | –  | –  | 1  |
| 29 | 0   | Kevin Giovesi       | 8      | 0      | –  | –  | –  | –  | –  | 2  |
| 30 | +4  | Gianmarco Raimondo  | 4      | 0      | –  | –  | –  | –  | –  | –  |
| 31 | −1  | Pål Varhaug         | 4      | 0      | –  | –  | –  | –  | –  | 1  |
| 32 | −1  | Sergio Campana      | 2      | 0      | –  | –  | –  | –  | –  | –  |
| 33 | −1  | Fabrizio Crestani   | 4      | 0      | –  | –  | –  | –  | –  | –  |
| 34 | −1  | Ricardo Teixeira    | 4      | 0      | –  | –  | –  | –  | –  | –  |
| 35 | 0   | Ma Qinghua          | 1      | 0      | –  | –  | –  | –  | –  | –  |
| P  | +/− | Kierowca            | Starty | Punkty | P1 | P2 | P3 | PP | NO | NS |

### Konstruktorzy
| P  | +/− | Konstruktor          | Starty | Punkty | P1 | P2 | P3 | PP | NO | NS |
| -- | --- | -------------------- | ------ | ------ | -- | -- | -- | -- | -- | -- |
| 1  | 0   | Russian Time         | 43     | 273    | 5  | 1  | 2  | 3  | 5  | 3  |
| 2  | 0   | Carlin               | 44     | 273    | 2  | 5  | 2  | 1  | 2  | 7  |
| 3  | 0   | Racing Engineering   | 44     | 263    | 3  | 1  | 5  | 1  | 1  | 4  |
| 4  | 0   | DAMS                 | 44     | 224    | 1  | 4  | 1  | 3  | 3  | 8  |
| 5  | +2  | ART Grand Prix       | 44     | 168    | 2  | 3  | 2  | –  | 2  | 5  |
| 6  | −1  | Hilmer Motorsport    | 44     | 155    | 4  | 1  | 2  | –  | 2  | 8  |
| 7  | −1  | Rapax                | 44     | 155    | 3  | 1  | 3  | 1  | 4  | 2  |
| 8  | 0   | Arden International  | 43     | 97     | –  | 1  | 3  | 1  | 1  | 7  |
| 9  | 0   | Caterham Racing      | 43     | 95     | 1  | 1  | 2  | 1  | –  | 8  |
| 10 | +1  | MP Motorsport        | 44     | 51     | –  | 2  | –  | –  | 1  | 8  |
| 11 | −1  | Trident Racing       | 43     | 49     | 1  | 1  | –  | –  | 1  | 8  |
| 12 | 0   | Barwa Addax          | 44     | 22     | –  | 1  | –  | –  | –  | 2  |
| 13 | 0   | Venezuela GP Lazarus | 43     | 12     | –  | –  | –  | –  | –  | 5  |
| P  | +/− | Konstruktor          | Starty | Punkty | P1 | P2 | P3 | PP | NO | NS |